# Lame Deer
Lame Deer, Meaveʼhoʼeno é uma Região censo-designada localizada no estado americano de Montana, no Condado de Rosebud.

## Demografia
Segundo o censo americano de 2000, a sua população era de 2018 habitantes.

## Geografia
De acordo com o United States Census Bureau tem uma área de
143,9 km², dos quais 143,9 km² cobertos por terra e 0,0 km² cobertos por água. Lame Deer localiza-se a aproximadamente 1014 m acima do nível do mar.

## Localidades na vizinhança
O diagrama seguinte representa as localidades num raio de 32 km ao redor de Lame Deer.